# Franz Osten
Franz Osten (Monaco di Baviera, 23 dicembre 1876 – Bad Aibling, 2 dicembre 1956) è stato un regista e fotografo tedesco.
Franz Osten fu un regista tedesco che, insieme a Niranjan Pal, fu tra i primi appartenente di Bollywood.
Osten collaborò con Pal in molti dei primi film in India, come Achhut Kanya e Jeevan Naiya.

## Biografia
Franz Ostermayr, successivamente Franz Osten, nacque a Monaco di Baviera nel 1876. Si qualificò come fotografo, seguendo le orme paterne, e diede alla recitazione un suo tentativo. Nel 1907 fondò un cinema viaggiante chiamato "Original Physograph Company" insieme al fratello Peter Ostermayr, che poi stabilì il predecessore dei Bavaria Studios, ad oggi uno degli studio più grandi in Germania. Tra i suoi film si trovano film ambientati in India o a Monaco. Gli inizi non furono molto riusciti: tre giorni dopo l'apertura il proiettore esplose in fiamme.
Osten decise di cominciare a dirigere e produrre film nel 1911, dirigendo la sua prima attrice, Erna Valeska. La sua carriera fu bruscamente interrotta all'inizio della prima guerra mondiale. Lavorò prima come corrispondente poi come soldato.
Dopo la guerra realizzò drammi contadini.

## Filmografia parziale
- Der Klosterjäger (1920)
- Der Ochsenkrieg (1920)
- Prem Sanyas (Die Leuchte Asiens)  (1925)
- Shiraz (Das Grabmal einer großen Liebe)  (1928)
- Die Dame in Schwarz (1928)
- Prapancha Pash (Schicksalswürfel)  (1929)
- Fürst Seppl (1932)
- Der Judas von Tirol (1933)
- Achhut Kanya (Die Unberührbare) (1936)